# 邪 (バンド)
邪（よこしま）は、シンガーソングライターの椎名林檎が結成した日本のコピーバンド。

## 概要
TOTOの楽曲「GEORGY PORGY」を演奏するために結成されたバンド。椎名林檎のカバーアルバム『唄ひ手冥利〜其ノ壱〜』制作時に、レコーディングメンバーだった沼澤尚がTOTOのドラマーだったジェフ・ポーカロの父親の弟子だったことと、椎名自身が高校の軽音楽部時代にドラマーとしてこの曲をコピーした経験があったことをきっかけに、完全コピーのオケを録音したのが始まり。オケに合わせて、一旦は椎名が全編を歌ってみたが、ボーカルが女性だとオリジナルのスティーヴ・ルカサーに似ないことに悩んでいた。その時、たまたま椎名の車に同乗した長岡亮介がカーステレオから流れる「Georgy Porgy」にあわせて歌った声がルカサーに似ていたのと常日頃から椎名が彼の声を良いと思っていたことにより、彼にメイン・パートを歌ってもらうことになった。
音源は2002年の4月10日から4月17日までと同年5月1日から5月9日までの間、東芝系有料音楽配信サイト「du-ub.com」（ドゥーブ・ドットコム）より期間限定でネットで配信され、CDシングルでは発売されなかった。『唄ひ手冥利〜其ノ壱〜』には収録しなかったのは、椎名曰く「これはコピーであってカバーではないから」で、またあくまで「邪」名義の作品なので自分のアルバムに入れる気はなかった。

## メンバー
長岡亮介
ボーカル担当。
椎名林檎
ボーカル担当。
椎名純平
コーラス担当。
森俊之
ピアノ、シンセサイザー担当。冒涜ヴァイタミンのメンバー。
渡辺等
エレクトリックベース担当。冒涜ヴァイタミンのメンバー。
沼澤尚
ドラムス担当。冒涜ヴァイタミンのメンバー。
浅野祥之
エレクトリックギター担当。
田中倫明
パーカッション担当。

## 作品

### 配信曲
|     | 配信期間                | 曲名         | 順位 |
| --- | ----------------------- | ------------ | ---- |
| 1st | 2002年4月10日 – 4月17日 | GEORGY PORGY | -    |
| 1st | 2002年5月1日 – 5月9日   | GEORGY PORGY | -    |